# Menodoros
Menodoros († 35 v. Chr. in Siscia), auch bekannt unter der Kurzform Menas, war ein kilikischer oder griechischer Pirat und Admiral, der während des römischen Bürgerkriegs unter Sextus Pompeius diente und als Prototyp des Verräters galt.

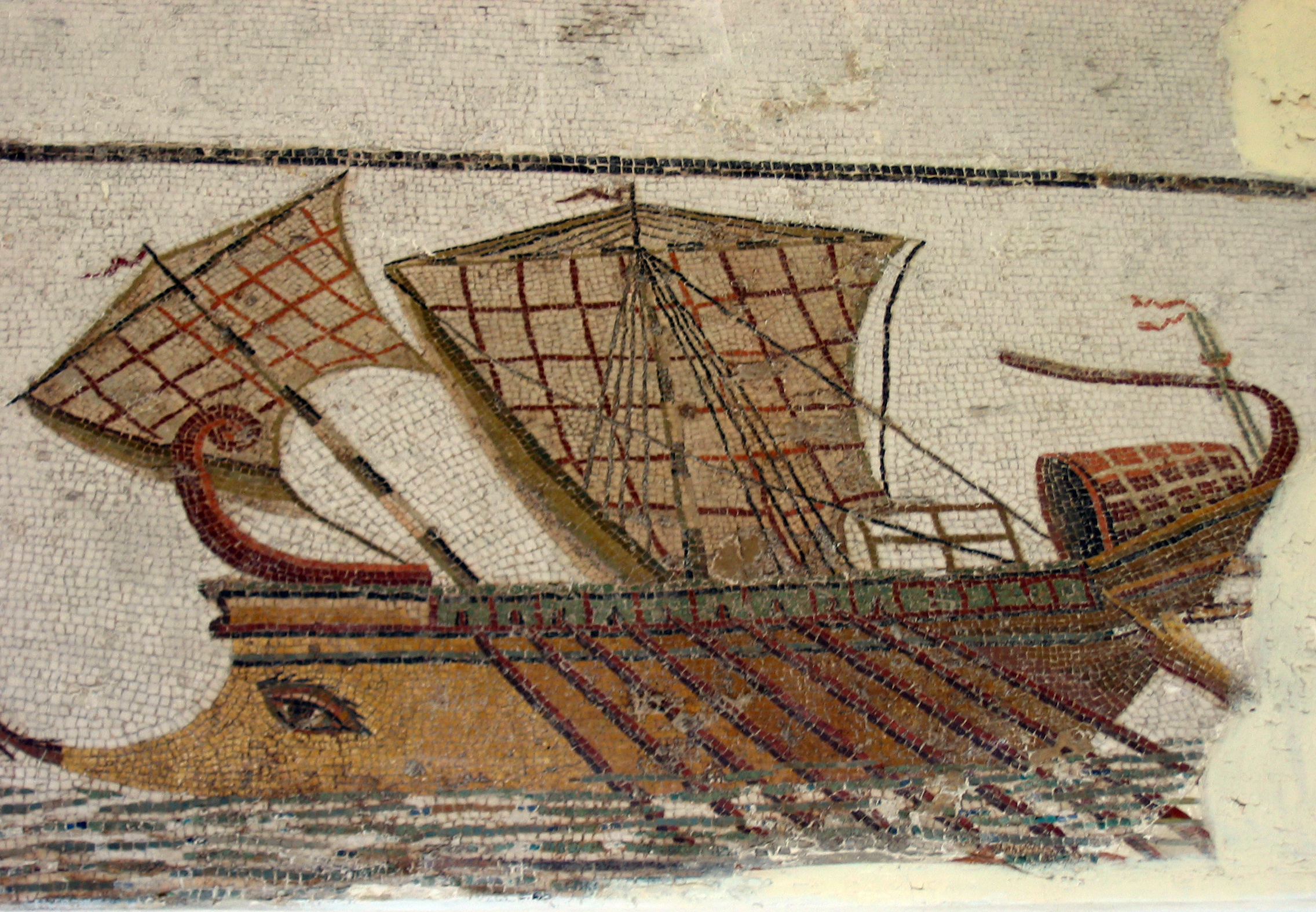
Römische Trireme (Mosaik, Tunesien)

Während des Piratenkriegs wurde Menodoros um 67 v. Chr. von Gnaeus Pompeius Magnus gefangen genommen, später zu einem nicht genau bekannten Zeitpunkt freigelassen und in Pompeius’ Klientel übernommen. Nach der Ermordung des Pompeius 48 v. Chr. vor der ägyptischen Küste blieb er bei dessen Söhnen. Spätestens ab 44 v. Chr. diente er dem vom Senat zum Flottenpräfekten ernannten Sextus Pompeius als Admiral, zunächst bei der Zusammenziehung der römischen Flotte in Massilia. 
Nach Bildung des Zweiten Triumvirats durch Marcus Antonius, Octavian und Lepidus eroberte Pompeius im Winter 43/42 v. Chr. Sizilien als sichere Rückzugsbasis für den nun beginnenden Seekrieg zur Blockade Italiens. Einen ersten Gegenangriff Octavians unter dem Kommando von Quintus Salvidienus Rufus im Frühjahr 42 v. Chr. wehrten die vermutlich von Menodoros kommandierten Schiffe des Pompeius bei Scyllaeum in der Straße von Messina ab.
Nach dem Perusinischen Krieg sandte Pompeius im Sommer des Jahres 40 v. Chr. Menodoros zur Eroberung von Sardinien und Korsika, welche Inseln dieser dem Statthalter Octavians, Marcus Lurius, auch erfolgreich abnahm. In den Gewässern der Narbonensis nahm er dabei den unabhängigen Freibeuter Marcus Titius gefangen.
Im Sommer des Jahres 39 v. Chr. begleitete Menodoros Pompeius nach Misenum zur Konferenz mit den Triumvirn Antonius und Octavian. Während der Feierlichkeiten auf dem Flaggschiff des Pompeius nach Abschluss des Vertrags von Misenum schlug Menodoros seinem Herrn vor, sich der beiden Triumvirn zu bemächtigen.
„Soll ich,“ sagte er, „die Taue durchschneiden und dich zum Herrn nicht nur Siziliens und Sardiniens, sondern des ganzen Römischen Reiches machen?“
Sextus Pompeius antwortete, er hätte es tun sollen, ohne ihn zu fragen, da er nunmehr durch den beeidigten Vertrag gebunden sei.
Von Pompeius zum Statthalter auf Sardinien und Korsika befördert, nahm Menodoros – da er durch Lucius Staius Murcus und Menekrates bei Pompeius verdächtig gemacht wurde – wenig später geheime Verhandlungen mit Octavian auf. Nach erfolgter Einigung übergab er diesem im Sommer 38 v. Chr. die beiden Inseln zusammen mit drei Legionen und sechzig Schiffen. Octavian ließ ihn zum Lohn in den Ritterstand erheben und unterstellte ihn als Legat seinem Flottenchef Gaius Calvisius Sabinus.

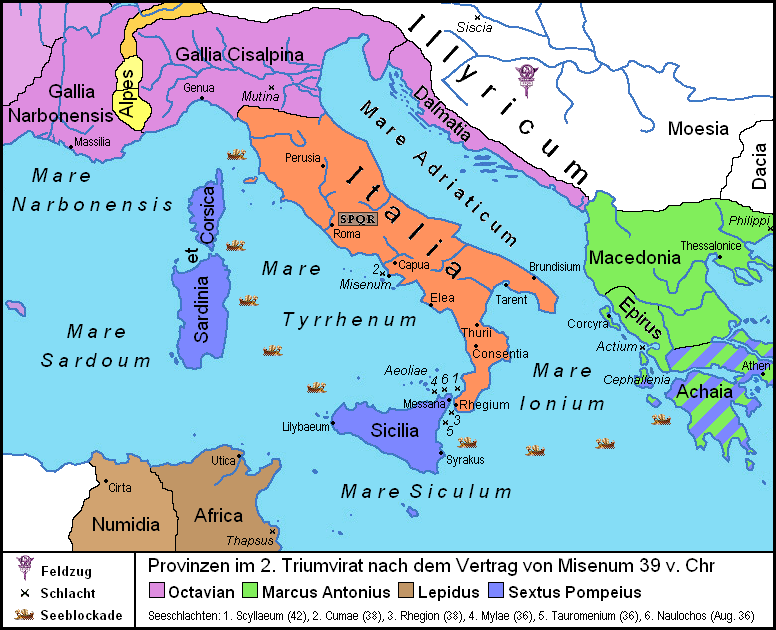
Der Kriegsschauplatz Italien
Senat
Octavian
Marcus Antonius
Lepidus
Sextus Pompeius

Als Octavian mit den zugeführten Verstärkungen die Offensive wieder aufnahm, trafen die Geschwader unter dem Kommando des Calvisius bei Cumae auf die Flotte des Pompeius, die nun von dessen bisherigem Vizeadmiral Menekrates kommandiert wurde. Im Zweikampf zwischen den Schiffen des Menekrates und des Verräters Menodoros kam der Flottenkommandant des Pompeius ums Leben, so dass sein Stellvertreter Demochares trotz aussichtsreicher Lage den Rückzug befahl. Dennoch wurde die Offensive Octavians nach einer weiteren Schlacht in der Straße von Messina zurückgeschlagen, wobei dem „Seekönig“ zuletzt auch ein schwerer Sturm zu Hilfe kam, der die Geschwader Octavians in arge Mitleidenschaft zog.
Kurz vor Beginn der nächsten Offensive ging Menodoros Anfang 36 v. Chr. mit sieben Schiffen wieder zu Sextus Pompeius über. Dieser schien ihm aber nicht mehr zu trauen, und im Sommer des gleichen Jahres sandte er ihn mit nur sieben Schiffen zur Aufklärung gegen die erneut anrückenden Flotten Octavians, was Menorodos prompt nutzte, um erneut überzulaufen. Bei der entscheidenden Seeschlacht von Naulochoi kämpfte Menodoros vermutlich unter dem Kommando des Marcus Vipsanius Agrippa. Im folgenden Jahr begleitete er Octavian nach Illyrien und Pannonien, wo er bei der Belagerung von Siscia bei einem Schiffskampf auf der Save getötet wurde.
In den Quellen wie auch in der Literatur wird Menodoros als ein notorischer Verräter geschildert. Nach den alten Scholiasten ist Menas auch das Ziel der heftigen Attacken des Horaz in dessen vierter Epode. Bei Appian wird sein Name mit Menodoros angegeben, bei Cassius Dio, Velleius Paterculus und Orosius dagegen mit der Kurzform Menas. An den Letztgenannten hat sich auch William Shakespeare orientiert, in dessen Stück Antonius und Cleopatra Menas eine Rolle spielt.